# Ditrema temminckii temminckii
Ditrema temminckii temminckii és una subespècie de peix pertanyent a la família dels embiotòcids. Pot arribar a fer 24 cm de llargària màxima. És un peix marí, demersal i de clima temperat, el qual viu en fons sorrencs, àrees rocalloses i, també, en zones amb Sargassum. Es troba al Pacífic nord-occidental: el Japó, Corea i el mar Groc. És inofensiu per als humans.